# Annamaria Rucktäschel
Annamaria Rucktäschel (* 1945 in Heidelberg) ist eine deutsche Kommunikationswissenschaftlerin.

## Leben
Nach dem Studium (1964–1969) der Kommunikationswissenschaft, Germanistik, Politischen Wissenschaft und Geschichte an der Universität Heidelberg und der Ludwig-Maximilians-Universität München war sie seit 1974 Dozentin für Kommunikationswissenschaft an der Ludwig-Maximilians-Universität München, der Universität Hamburg, der Hochschule für Musik und Theater Hamburg, der Universität der Künste Berlin, der Hochschule der Künste Bern und der Hamburg Media School. Nach der Promotion 1969 zum Dr. phil. in München war sie von 1988 bis 2010 Universitätsprofessorin am Institut für Gesellschafts- und Wirtschaftskommunikation an der Universität der Künste Berlin.

## Schriften (Auswahl)
- Zur Sprachstruktur moderner Lyrik. Ein Versuch über Karl Krolow. 1968, OCLC 614908943.
- Hg.: Sprache und Gesellschaft. München 1972, ISBN 3-7705-0639-1.
- mit Hans Dieter Zimmermann (Hg.): Trivialliteratur. München 1976, ISBN 3-7705-1392-4.
- mit Rudolf Stefen (Hg.): Video – Provokation ohne Antwort?. Hamburg 1987, OCLC 75076207.